# تلي كوشك (خبر بافت)
تلي كوشك (بالفارسية: تلی کوشک) هي قرية تقع في إيران في Khabar Rural District.